# Dirk Radszat
Dirk Radszat, (* 4. červen 1971 Lipsko, Německá demokratická republika) je bývalý reprezentant Německa v judu.

## Sportovní kariéra
Příležitost reprezentovat Německo na velké akci dostal až po olympijských hrách v Atlantě v 26 letech. Stefan Dott ukončil bohatou karieru a s Uwe Frenzem sváděl nominační boje. Od roku 1999 se k nim však připojili další (Wanner, Frisch) a nominace na olympijské hry se tak nedočkal.
Po skončení vrcholové kariery na přelomu tisíciletí žil a pracoval ve Švýcarsku.

## Výsledky
| Turnaj             | 1997 | 1998 | 1999 | 2000 |
| ------------------ | ---- | ---- | ---- | ---- |
| Mistrovství Evropy | 3.   | 3.   | úč.  | 7.   |